# 黑格勒 (內布拉斯加州)
黑格勒（英語：Haigler）是一座位於美國內布拉斯加州丹地縣的村。

## 人口
根據2020年美國人口普查的數據，黑格勒的面積為0.63平方千米，皆為陸地。當地共有人口145人，而人口密度為每平方千米230人。